# Magkatarr
Magkatarr eller gastrit är inflammation i magsäcken och tolvfingertarmen. Magkatarr kan vara kronisk eller akut.
Vanliga symptom för akut magkatarr är halsbränna, magsmärta och kräkningar. Kronisk magkatarr kan vara betingad av för stor produktion av saltsyra. Smärtan känns tydligast vid övre delen av magsäcken, och vid tryck i mellangärdet svider det. Magkatarr beror ofta på anatomiska faktorer (refluxesofagit), men även livsstilsfaktorer som stress, alkohol eller olämplig mat kan spela en roll. 
Magkatarr behandlas med mediciner som H2-antagonister och protonpumpshämmare. Äldre kolbaserade läkemedel anses verkningslösa. Livsstilsändringar kan vara gynnsamma, till exempel att undvika stark, fet, stekt och rökt mat. Sura drycker som juice ska undvikas och även kaffe samt alkohol. 
Tillståndet är ofta funktionellt, och ibland relaterat till irritabel tarm (IBS) och liknande symtombilder.